# Malexander Kirke
Malexander Kirke (svensk: Malexanders kyrka) er en stenkirke, der ligger i byen Malexander i Boxholms kommun, Sverige.

## Historie
Man tror at det har fundets en kirke i Malexander siden 1200'erne. Den første kendte informationen om en kirke er fra 1345 da hellige Birgitta's farbror Knut Jonsson, der ejede sædegården Aspenäs, testamenterede penge til kirken og præsten Lambertus. Denne kirke, der blev bygget af træ, brændte i 1587 og en ny trækirke blev bygget. Man tror ikke at sakristiet blev skadet ved branden.
Under 1800'erne var det så meget folk at trækirken var for lille. I 1877 startede man at bygge en ny stenkirke straks syd for trækirken. I 1881 blev stenkirken indviet og i 1882 blev trækirken revet ned.
I 1929 brændte kirken, men blev opbygget og indviet i 1931.